# Колачковиці (Свентокшиське воєводство)
Колачковиці (пол. Kołaczkowice) — село в Польщі, у гміні Бусько-Здруй Буського повіту Свентокшиського воєводства.
Населення — 515 осіб (2011).
У 1975-1998 роках село належало до Келецького воєводства.

## Демографія
Демографічна структура на день 31 березня 2011 року:
|          | Загалом | Допрацездатний вік | Працездатний вік | Постпрацездатний вік |
| -------- | ------- | ------------------ | ---------------- | -------------------- |
| Чоловіки | 253     | 49                 | 173              | 31                   |
| Жінки    | 262     | 38                 | 139              | 85                   |
| Разом    | 515     | 87                 | 312              | 116                  |